# Loira (Valdoviño)
Loira (llamada oficialmente San Pedro de Loira) es una parroquia española del municipio de Valdoviño, en la provincia de La Coruña, Galicia.

## Entidades de población
Entidades de población que forman parte de la parroquia:
- A Furada
- A Igrexa
- A Rañoa
- Candaíl
- Choupinete (Choupenete)
- Crecente
- Donelle
- Loiravella
- Lousada
- Martices (Os Martices)
- Moimento (O Moimento)
- O Calvario
- O Latoal
- O Malate
- Pazos
- Tineo
- Vilaboi

## Demografía
| Gráfica de evolución demográfica de Loira entre 2000 y 2019 |
|                                                             |
| Datos según el nomenclátor publicado por el INE.            |